# Chaumot (Nièvre)
Chaumot è un comune francese di 180 abitanti situato nel dipartimento della Nièvre nella regione della Borgogna-Franca Contea.

## Società

### Evoluzione demografica
Abitanti censiti